# Coleophora remotella
Coleophora remotella é uma espécie de mariposa do gênero Coleophora pertencente à família Coleophoridae.